# Günter Neubauer von Knobelsdorff
Günter Neubauer von Knobelsdorff (* 11. März 1944 in Tachau) ist ein deutscher Maler, Grafiker und Fotograf.

## Leben
Die Familie Neubauers kam in der Folge des Zweiten Weltkriegs als Vertriebene aus dem Egerland in die sowjetische Besatzungszone. Neubauer absolvierte die Grundschule in Bernburg. Von 1960 bis 1963 besuchte er die Arbeiter- und Bauernfakultät an der Hochschule für Bildende Künste Dresden (HfBK), wo er das Abitur erwarb. Danach machte er bis 1964 eine Lehre als Dekorationsmaler. Von 1964 bis 1967 studierte er bei Günter Horlbeck an der HfBK und anschließend bis 1969 in der Fachrichtung Wandmalerei bei Walter Womacka an der Hochschule für Bildende und Angewandte Kunst Berlin-Weißensee. Seit 1969 ist er freischaffend in Frankfurt (Oder) - Rosengarten tätig.
Neubauer von Knobelsdorff war von 1969 bis 1990 Mitglied des Verbands Bildender Künstler der DDR, in dessen Frankfurter Bezirksverband ab 1971 Vorsitzender der Sektion Maler/Grafiker und ab 1973 Bezirksvorsitzender. Er hatte in der DDR eine bedeutende Zahl von Einzelausstellungen und Ausstellungsbeteiligungen, u. a. von 1972 bis 1988 an der VII. bis X. Kunstausstellung der DDR in Dresden.
Den Namenszusatz von Knobelsdorff trug Neubauer in der DDR noch nicht.
Werke Neubauer von Knobelsdorffs befinden sich u. a. in der Gedenkstätte Seelower Höhen, z. B. das Tafelbild Golgatha.

## Ehrungen
- 1969: Preis des Ministeriums für Kultur
- 1973: Johannes-R.-Becher-Medaille
- 1974: Kunstpreis der FDJ (Erich-Weinert-Medaille)
- 1974: Verdienstmedaille der DDR
- 1981: Heinrich-Kleist-Kunstpreis des Bezirkes Frankfurt
- 1985: Kunstpreis des FDGB
- 1985: Kunstpreis der FDJ (Erich-Weinert-Medaille)
- 1985: Verdienstmedaille der DDR